# Salto Santa Rosa
El salto Santa Rosa es una cascada brasileña del estado de Paraná.
Está localizada en el municipio de Tibagi, distante unos 18 km de la ciudad, a 100 km de Ponta Grossa y a poco más de 200 km de Curitiba. El salto se forma por el río Santa Rosa y su caída de agua tiene una altura de 60 metros, formando una piscina natural. 
El Salto Santa Rosa está localizado en una propiedad particular, aunque se permite la visita mediante el pago de una módica entrada. Desde el centro de Tibagi, son 12 km hasta el salto, siendo 6 km de pavimentación poliédrica y el resto de grava, en buen estado de conservación.
- Datos: Q9072958
- Multimedia: Salto Santa Rosa / Q9072958